# کمال قربان‌اف
کمال قربان‌اف (ترکی آذربایجانی: Kamal Qurbanov؛ زادهٔ ۶ مهٔ ۱۹۹۴) بازیکن فوتبال اهل جمهوری آذربایجان است.